# The Cat in the Hat (film)
The Cat in the Hat is een Amerikaanse komische film uit 2003 van Bo Welch met in de titelrol Mike Myers. De film is losjes gebaseerd op het gelijknamige kinderboek uit 1957 van Dr. Seuss. Brian Gazer produceerde de film en Bo Welch regisseerde, Mike Myers vertolkt de rol van "The Cat in the Hat" en Dakota Fanning speelt Sally. Sally's broer, genaamd "Conrad" wordt vertolkt door Spencer Breslin.

## Verhaal
Joan Walden (Kelly Preston) is de alleenstaande moeder van de twaalfjarige, onhandelbare Conrad (Spencer Breslin) en de achtjarige Sally (Dakota Fanning), die juist heel braaf is. Als zij op een dag weg is en een oppas inhuurt, valt deze in slaap, waarna The Cat in the Hat (Mike Myers) opduikt, een pratende kat zo groot als een mens. Hij laat de kinderen een contract tekenen waardoor ze alles kunnen doen wat ze willen, zonder dat er negatieve consequenties aan verbonden zijn. Wanneer Conrad echter zonder toestemming van The Cat een speciale krat opent, lopen de zaken fout, ook door toedoen van buurman Larry (Alec Baldwin), die met Joan wil trouwen voor haar geld.

## Rolverdeling
| Acteur          | Personage              | Opmerkingen                |
| --------------- | ---------------------- | -------------------------- |
| Mike Myers      | The Cat in the Hat     |                            |
| Kelly Preston   | Joan Walden            | moeder van Conrad en Sally |
| Spencer Breslin | Conrad Walden          |                            |
| Dakota Fanning  | Sally Walden           | zusje van Conrad           |
| Alec Baldwin    | Lawrence (Larry) Quinn | buurman van de Waldens     |
| Amy Hill        | Mrs. Kwan              | oppas van Conrad en Sally  |

## Productie
Het was de bedoeling een tweede film te maken gebaseerd op het vervolgboek, The Cat in the Hat Comes Back, maar de weduwe van Seuss hield dit tegen vanwege de slechte ontvangst van de eerste film en omdat ze vond dat veel van de grappen erin ongeschikt waren voor kinderen.

## Prijzen en nominaties
| Jaar | Prijs                                                                   | Genomineerde(n)                                      | Uitslag     |
| ---- | ----------------------------------------------------------------------- | ---------------------------------------------------- | ----------- |
| 2003 | Golden Raspberry Award voor slechtste excuus voor een film              |                                                      | Gewonnen    |
| 2003 | Golden Raspberry Award voor slechtste regisseur                         | Bo Welch                                             | Genomineerd |
| 2003 | Golden Raspberry Award voor slechtste acteur                            | Mike Myers                                           | Genomineerd |
| 2003 | Golden Raspberry Award voor slechtste mannelijke bijrol                 | Alec Baldwin                                         | Genomineerd |
| 2003 | Golden Raspberry Award voor slechtste vrouwelijke bijrol                | Kelly Preston                                        | Genomineerd |
| 2003 | Golden Raspberry Award voor slechtste scenario                          | Alec Berg, David Mandel, Jeff Schaffer               | Genomineerd |
| 2003 | Golden Raspberry Award voor slechtste film                              | Universal Studios, DreamWorks, Imagine Entertainment | Genomineerd |
| 2009 | Golden Raspberry Award voor slechtste acteur van het decennium          | Mike Myers                                           | Genomineerd |
| 2004 | Golden Raspberry Award voor slechtste komedie van de afgelopen 25 jaar. |                                                      | Genomineerd |